# Margate (Florida)
|  | Per a altres significats, vegeu «Margate (desambiguació)». |

Margate és una població dels Estats Units a l'estat de Florida. Segons el cens de l'1 de juliol de 2006 tenia 56.002 habitants.

## Demografia
Segons el cens del 2000, Margate tenia 54.909 habitants, 22.714 habitatges, i 14.332 famílies. La densitat de població era de 2.362,6 habitants/km².
Dels 22.714 habitatges en un 25,8% hi vivien nens de menys de 18 anys, en un 49,1% hi vivien parelles casades, en un 10,2% dones solteres, i en un 36,9% no eren unitats familiars. En el 30,8% dels habitatges hi vivien persones soles el 18% de les quals corresponia a persones de 65 anys o més que vivien soles. El nombre mitjà de persones vivint en cada habitatge era de 2,36 i el nombre mitjà de persones que vivien en cada família era de 2,95.
Per edats la població es repartia de la següent manera: un 20,9% tenia menys de 18 anys, un 6,5% entre 18 i 24, un 29,2% entre 25 i 44, un 21,7% de 45 a 60 i un 21,7% 65 anys o més.
L'edat mediana era de 40 anys. Per cada 100 dones de 18 o més anys hi havia 85,6 homes.
La renda mediana per habitatge era de 38.722 $ i la renda mediana per família de 48.254 $. Els homes tenien una renda mediana de 35.630 $ mentre que les dones 26.624 $. La renda per capita de la població era de 20.308 $. Entorn del 5,5% de les famílies i el 8,4% de la població estaven per davall del llindar de pobresa.

## Poblacions més properes
El següent diagrama mostra les poblacions més properes.